# Schizonycha overlaeti
Schizonycha overlaeti är en skalbaggsart som beskrevs av Louis Burgeon 1946. Schizonycha overlaeti ingår i släktet Schizonycha och familjen Melolonthidae. Inga underarter finns listade i Catalogue of Life.